# NGC 3653
NGC 3653 (другие обозначения — MCG 4-27-29, ZWG 126.44, HCG 51C, NPM1G +24.0240, PGC 34905) — линзовидная галактика в созвездии Льва. Открыта Уильямом Гершелем в 1785 году.
Основываясь на скорости удаления 8900 км/сек, NGC 3653 находится на расстоянии около 415 миллионов световых лет от Млечного Пути. Однако для объектов на таких расстояниях следует учитывать расширение Вселенной за то время, пока свет от них достигал нас. С учётом этой поправки галактика находилась на расстоянии около 400 миллионов световых лет в то время, когда излучался свет (более 405 миллионов лет назад), который мы сейчас видим, (разница во времени связана с расширением пространства во время светового излучения). Учитывая это и видимый размер галактики примерно 1,1 на 0,55 угловой минуты, галактика имеет размер от 125 до 130 тысяч световых лет в поперечнике.
Входит в компактную группу из семи галактик Хиксона HCG 51 под литерой C, в группу входят галактики HCG 51А, B, C, D, E, F и G. Вхождение галактики NGC 3653 (HCG 51C) в группу HCG 51 не бесспорно из-за значительного отклонения её скорости от средней скорости галактик в группе, которое составляет 1200 км/с.
Этот объект входит в число перечисленных в оригинальной редакции «Нового общего каталога».